# Bandiera della Vallonia
La bandiera della Vallonia, o bandiera vallona, è uno dei simboli della Vallonia. Si chiama familiarmente "gallo ardito" o "gallo vallone". È anche l'emblema della Regione vallona e quello della Comunità francofona del Belgio. È composto da un gallo ardito (cioè con la gamba destra alzata e il becco chiuso) rosso su uno sfondo giallo. Questi colori traggono origine dalla città di Liegi. È anche usata dal Movimento vallone.

## Storia
La questione della bandiera vallone, appare intorno al 1898, con la messa in discussione della bandiera nazionale belga del 1830. Tuttavia, si deve aspettare fino al 1905 quando Charles-J. Comhaire, fondatore della società "Le Vieux-Liège" e membro della Lega vallone di Liegi, fa propria questa idea. All'interno della Lega e di "Le Vieux-Liège", il dibattito si è concentrato nel 1902 sulle caratteristiche di una propria bandiera della Lega: una piccola bandiera rossa e gialla, raccomanda De Warsage; una grande bandiera decorata con i sigilli delle città della Vallonia, difende Comhaire.

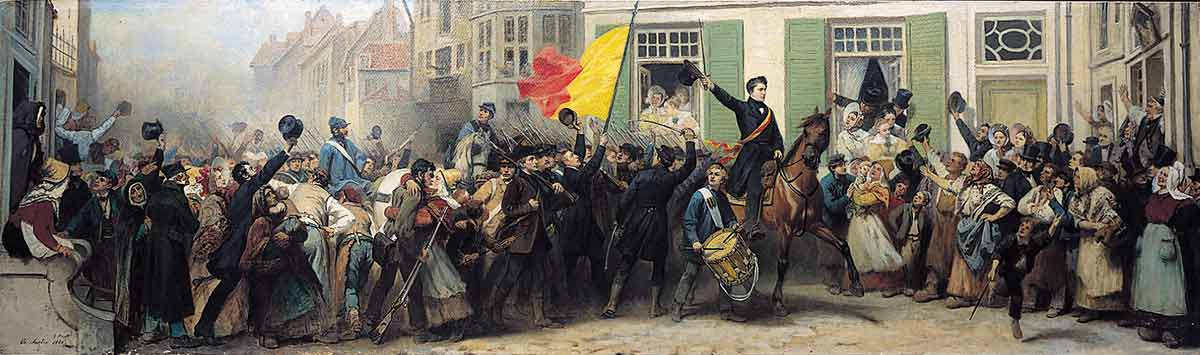
Arrivo a Bruxelles dei volontari di Liegi, guidati da Charles Rogier, il 7 settembre 1830, sotto i colori della storica bandiera del principato di Liegi

Il 2 ottobre 1905 si tiene nella "Città ardente" un importante convegno vallone. Durante la sessione, Paul Gahide (1880–1970), giornalista di Tournai, pone la questione della scelta di una bandiera specifica per la Vallonia in un incontro pubblico. Anche se gode del sostegno dell'influente Ector Chainaye (1865–1913), la sua proposta non solleva molto entusiasmo. Nel mese di dicembre 1907, un corrispondente di Réveil wallon propone di associare il gallo al tricolore blu-bianco-rosso, se si vuole veramente dotare la Vallonia di un simbolismo parlante. Questo suggerimento si fece strada nei mesi successivi. Il 2 aprile 1913 appare la prima rappresentazione grafica conosciuta del nuovo emblema che sembra essere stato un disegno a penna che decora il programma del festival di beneficenza organizzato dall'Unione delle donne della Vallonia (Union des Femmes de Wallonie) al Theatre Royale di Liegi. Il pittore Georges Faniel realizza anche un'altra versione del "gallo ardito" per un incontro di Amicizie francesi (29 maggio 1913). Sebbene abbia una certa diffusione negli ambienti vallonizzanti, non può resistere alla creazione del pittore Pierre Paulus (1881–1959), superiore sul piano estetico.
Il 3 luglio 1991 la comunità francofona del Belgio adotta con decreto la bandiera vallone come simbolo della comunità, confermando un primo decreto del 20 luglio 1975, l'ex comunità culturale francese del Belgio. Il 15 luglio 1998, la bandiera della Vallonia è ufficialmente riconosciuta come la bandiera della regione.
Durante i Giochi della Francofonia 2017, per rappresentare la delegazione Vallonia-Bruxelles, la bandiera della Vallonia è sostituita dal logo adottato nel 2011.

## Descrizione
Se tutte le province e più di sessanta comuni dei paesi valloni hanno adottato il leone nella loro araldica, il villaggio di Limelette (Brabante Vallone) ha pensato di impostare il gallo sul suo scudo. Diversi elementi hanno favorito la scelta del gallo:
- L'immagine del gallo è stata a lungo associata alla Gallia.
- Nell'antichità, questo animale è un simbolo solare.
- Nella tradizione nordica, è paragonato alla vigilanza di guerra così come un guardiano della vita. È anche il gallo Víðópnir che è arroccato in cima al mondo degli alberi Yggdrasil.
- Lucrezio afferma nel suo De rerum natura che "quando insegue la notte al ritmo delle sue ali, il gallo chiama l'alba con la sua voce abbagliante, i leoni più coraggiosi non sono in grado di alzarsi e guardarlo in faccia, così tanto da pensare alla fuga".[4]